# Patoaventuras
Patoaventuras (DuckTales como título original) es una serie animada de televisión estadounidense producida por Walt Disney Television Animation. El primer episodio se estrenó el 18 de septiembre de 1987 y dejó de producirse en el episodio 100 que vio la luz el 28 de noviembre de 1990. La serie está basada en las historietas sobre el universo del Pato Donald y Scrooge McDuck creadas por Carl Barks.
El programa describe las aventuras de Scrooge McDuck y sus tres sobrinos nietos, Huey, Dewey y Louie. Para sus aventuras, Scrooge frecuentemente busca la ayuda de sus varios amigos, como su piloto Joe McQuack, o su sirvienta la Sra. Beakley y la nieta de esta, Rosita. Los antagonistas más notables en la serie son la banda de ladrones de los Beagle Boys, la bruja Magica De Spell, y el industrialista Flintheart Glomgold. Scrooge aventura para proteger su fortuna contra los villanos de la serie o reclamar algún tipo de tesoro. La serie ofrece pastiches en historias clásicas y leyendas, interpretaciones de personas ficticias e históricas, y muchas referencias a la cultura popular.
Patoaventuras utilizó un estilo que sería usado posteriormente en el diseño de otras series de Disney como Chip 'n Dale: Rescue Rangers y TaleSpin. Aún más, genera con sus personajes Pato Darkwing y Quack Pack. Una película basada en la serie se estrenó en los cines estadounidenses el 3 de agosto de 1990 titulada Patoaventuras La Película: El Tesoro de la Lámpara Perdida.
El 25 de febrero de 2015 se anuncia que la serie será revivida por Disney XD para un estreno en 2017. En marzo de 2016, se reveló una imagen con el diseño de los personajes.

## Trama
La serie se enfoca en las aventuras de Scrooge McDuck y sus sobrinos nietos, Huey, Dewey y Louie. Los sobrinos estaban viviendo con su tío Donald, hasta que los dejó al cuidado de Scrooge para unirse a la Marina de los Estados Unidos. Aunque Scrooge es el pato más rico del mundo, constantemente trata de encontrar maneras de aumentar su riqueza. En muchos episodios, protege su riqueza contra villanos que quieren hacerse con ella. Los antagonistas recurrentes incluyen los Beagle Boys y Magica De Spell, quienes siempre están encontrando maneras de robar y estafar a Scrooge y sus sobrinos, y Flintheart Glomgold, quien sirve como el némesis de Scrooge e intenta derrocarlo como el pato más rico del mundo. Específicamente, Scrooge intenta proteger sus "primeros diez centavos" el primer dinero que ganó en su vida, y que considera como la fuente de su buena suerte y riqueza.
Patoaventuras se desarrolla en la ciudad estadounidense ficticia de Duckburg (Patoburgo en España; Patolandia en Hispanoamérica), donde reside la mayoría del reparto; aunque no es una ciudad grande, notables puntos de interés de la ciudad incluyen la cantidad de industrias que Scrooge posee, su mansión, y el "Money Bin", la estructura donde mantiene toda su fortuna. Además, se muestran muchas otras localizaciones alrededor de Duckburg, donde se desarrollan las aventuras de la pandilla.

## Personajes
La serie tiene una mezcla de personajes. Unos aparecieron previamente en las historietas de Barks, pero muchos otros fueron creados para aparecer especialmente en la serie animada.
- Scrooge McDuck (Rico McPato en Hispanoamérica; Gilito McPato en España): Es el pato más rico del mundo y el protagonista principal de la serie. De acuerdo con él, acumuló su fortuna siendo "más inteligente que los sabelotodos, y más resistente que los matones". Está constantemente buscando maneras de aumentar su riqueza (su pasatiempo favorito parece ser la búsqueda de tesoros), y de evitar perderlo. A pesar de su dura ética empresarial y su tacañería, es amable con su familia y la valora más que su dinero.
- Huey, Dewey y Louie (Hugo, Paco y Luis en Hispanoamérica; Juanito, Jaimito y Jorgito en España): Son trillizos idénticos y los sobrinos nietos de Scrooge. Por lo general, están vestidos con trajes idénticos que sólo se diferencian en el color: Huey viste de rojo, Dewey de azul, y Louie de verde.
- Launchpad McQuack (conocido en español como Joe McQuack): Es el piloto de Scrooge. Un aviador capaz pero algo incompetente, rara vez consigue aterrizar de forma segura, por lo general suele estrellarse y salir ileso
- Webby Vanderquack (conocida en español como Rosita): Es la nieta de la Sra. Beakley, la niñera y sirvienta de Scrooge. Es una niña dulce e inocente, aunque esto no evita que en muchas ocasiones haga muy buen equipo con los trillizos. Tras llegar a la mansión junto a su abuela en poco tiempo es aceptada por Scrooge como otra sobrina más.

## Impacto
Esta es la primera serie animada de Disney en ser producida para redifusión, y allanó el camino para las series futuras Chip 'n Dale: Rescue Rangers, TaleSpin, y Gargoyles.
Patoaventuras fue el mejor éxito entre los primeros intentos de Disney en crear para televisión una serie animada de alta calidad (series anteriores incluyeron The Wuzzles y Aventuras de los osos Gummi en 1985). Para ello, Disney invirtió grandes sumas de dinero en la serie. Esto fue considerado como un movimiento arriesgado, porque las series animadas de televisión generalmente tenían un bajo presupuesto, inversión perdida para la mayoría de las dibujos en TV hasta la década de 1980. La mayoría de los episodios de Patoaventuras fueron animados en Asia por compañías como Cuckoo's Nest Studios y Wang Film Productions en Taiwán, y TMS Entertainment en Japón. El proyecto originalmente iba a utilizar el trabajo del animador italiano Romano Scarpa, pero la animación italiana tomaría más tiempo del previsto para ser realizado, por lo que se le dio el trabajo a los animadores taiwaneses y japoneses, considerado mucho más rápido.
Muchos críticos dicen que el propio estudio de animación de Disney había perdido la mayoría de su brillo desde el fallecimiento de Walt Disney hasta los años 1980. Sin embargo, el estudio tomó riesgos que dieron buenos resultados y Patoaventuras fue uno de las apuestas ganadoras. El estudio apostó por la idea de invertir en animación de calidad, un concepto que funcionó bien con las series de acción, pero que sólo se había usado con series baratas de dibujos animados que reciclaban cortos teatrales de décadas pasadas o animaciones importantes de bajo presupuesto.
El prólogo de la serie, "Tesoro de los soles dorados", se emitió originalmente como un telefilme de estreno mundial entre el 18 y el 20 de septiembre de 1987. La temporada 1987 - 1988 consistió en 65 episodios que era la duración normal de las series de Disney en esos días. La segunda temporada, (que comprende de 1989 y 1990, y se caracterizó por los debuts de Bubba y Fenton) incluyó 35 episodios adicionales, sumando de este modo un total de 100 episodios, con la emisión final de la serie teniendo lugar el 28 de noviembre de 1990. De este forma, Patoaventuras se convirtió en una de las series animadas de televisión más extensas, dado que el show de Disney más largo es Dumbo's Circus.
La serie fue tan exitosa que generó una película, Patoaventuras: La película - El tesoro de la lámpara perdida, y dos series derivadas: Pato Darkwing y Quack Pack; y detrás de su éxito allanó el camino para una nueva ola de series animadas de televisión de alta calidad en el bloque de programación conocido como The Disney Afternoon. También inspiró a estudios rivales en realizar sus propias inversiones en animación, tales como Warner Bros. con sus series Tiny Toon Adventures y Animaniacs.
El 8 de noviembre de 2005, Walt Disney Home Entertainment lanzó a la venta un set de 3 discos DVD con los primeros 27 episodios.

## Productos relacionados

### Libros
- Patoaventuras tuvieron dos impresas en Libros: Una de ellas publicada por Gladstone Publishing, con trece entregas de 1988 a 1990. La segunda serie publicada por Disney, tuvo 18 entregas de 1990 a 1991.
- También Disney publicó una revista infantil basada en la serie animada, como también una historia cómica de Don Rosa, que salió al público sin ser ilustrada. Las historietas subsecuentes estaban impresas fueron publicadas en las revistas de aventuras Disney de 1990 a 1996. En el Reino Unido una serie de historietas fue impresa por las Fleetway Editores durante 1992.
- Adicionalmente, Gemstone Publishing, publicó dos libros en pasta gruesa de las historietas de Barks que fueros reeditados para la serie, bajo el nombre Carl Barks' Greatest DuckTales Adventures.

### Videojuegos
- También existen dos juegos relacionados con la serie llamados DuckTales y DuckTales 2, ambos para la NES y también portados a la Game Boy.
- En verano de 2013 se publicó una versión remasterizada de la primera entrega con el título de DuckTales Remastered.
- Un juego de plataformas distinto, DuckTales: The Quest for Gold, fue lanzado por Incredible Technologies para computadoras en 1990.
- Un juego de disparos en tercera persona, DuckTales: Scrooge's Loot, fue lanzado por Disney Mobile para iPhone OS y i-Pad en 2013.
- Tiger Electronics publicó un juego electrónico portátil basado en la franquicia bajo el título de Disney's Ducktales.[8]

### Reboot
Patoaventuras (DuckTales) es una serie animada de Disney Television Animation basada en la serie original. Se anunció el 25 de febrero de 2015 que la nueva versión de la serie se estrenaría en Disney XD y Disney Channel en 2017, tiempo después en junio de 2017 se anunció su estreno para el 12 de agosto de 2017 con un especial de una hora titulado Woo-oo!, seguida de dos nuevos episodios el 23 de septiembre de 2017.
Esta nueva producción imita el inicio original de la serie, Donald debe llevar a sus tres sobrinos a la mansión de Scrooge, sin embargo replantea la historia ya que la relación de ambos sufrió un quiebre que los ha llevado a no hablarse por los últimos diez años. Ya con sus sobrinos en su hogar, Scrooge acaba viviendo una serie de situaciones que lo inspiran a abandonar su vida hogareña y nuevamente salir a recorrer el mundo y vivir aventuras. De la misma forma los tres pequeños hermanos se ponen como objetivos descubrir que alejó a Scrooge de su sobrino mayor y como es que esto está relacionado con la misteriosa desaparición de Della, quien es su madre y hermana de Donald.